# Thomas Lyon-Bowes, XI conte di Strathmore e Kinghorne
Thomas Lyon-Bowes, XI conte di Strathmore e Kinghorne (Durham, 3 maggio 1773 – Edimburgo, 27 agosto 1846), è stato un nobile britannico.

## Biografia
Thomas Lyon-Bowes era il figlio terzogenito di John Lyon-Bowes, IX conte di Strathmore e Kinghorne e di Mary Bowes, contessa di Strathmore e Kinghorne. Sua madre era l'autrice del dramma in versi "l'Assedio di Gerusalemme" del 1769.
Suo fratello maggiore era John Lyon-Bowes, X conte di Strathmore e Kinghorne che ebbe una lunga relazione amorosa con Mary Millne. Il loro unico figlio, John Bowes, venne legittimato solo dopo la rinuncia del titolo da parte del padre ed egli poté così ereditare solo una parte del patrimonio familiare ma non il titolo nobiliare.
Il fratello secondogenito, George Bowes-Lyon che aveva sposato Mary Thornhill, era morto però il 26 dicembre 1806 senza alcun erede. Fu per questo che Thomas divenne l'unico erede legittimo e nuovo conte di Strathmore e Kinghorne dal 3 luglio 1820.
Il 25 marzo 1800, Thomas sposò in prime nozze Mary Elizabeth Louisa Rodney Carpenter, figlia di George e di Mary Elizabeth Walsh Carpenter. La coppia ebbe due figli:
- Thomas George Lyon-Bowes, Lord Glamis (6 febbraio 1801 - 27 gennaio 1834). Egli fu il padre di Thomas Lyon-Bowes, XII conte di Strathmore e Kinghorne e di Claude Bowes-Lyon, XIII Conte di Strathmore e Kinghorne.
- Mary Isabella Lyon-Bowes. Sposò John Walpole Willis.

La sua prima moglie morì il 1º giugno 1811 ed egli si risposò in seconde nozze poi con Eliza Northcote, figlia di un colonnello dell'esercito. La coppia ebbe i seguenti figli:
- Sarah Bowes-Lyon (m 6 giugno 1847). Sposò in prime nozze George Augustus Campbell ed in seconde nozze Charles Philip Ainslie.

L'8 dicembre 1817, Thomas sposò in terze nozze Marianna Cheape, figlia di John Cheape, ma questo matrimonio rimase senza figli anche se perdurò sino alla morte del coniuge.
Thomas Lyon-Bowes venne succeduto dal nipote, figlio di suo figlio Thomas George, in quanto questi gli era premorto alla successione.

## La leggenda del mostro di Glamis
Nel 1821, durante la reggenza dell'undicesimo conte, la consorte di suo figlio Thomas-George ebbe un bambino che morì subito dopo il parto. Negli anni successivi si diffuse la leggenda che il ragazzo non fosse morto ma che, essendo deforme in maniera orribile tale da portare alla pazzia chiunque lo avesse visto, fosse tenuto segregato in una stanza segreta del Castello di Glamis e nutrito da un servitore attraverso una feritoia. I suoi lamenti si sarebbero sentiti attraverso le strutture del castello.

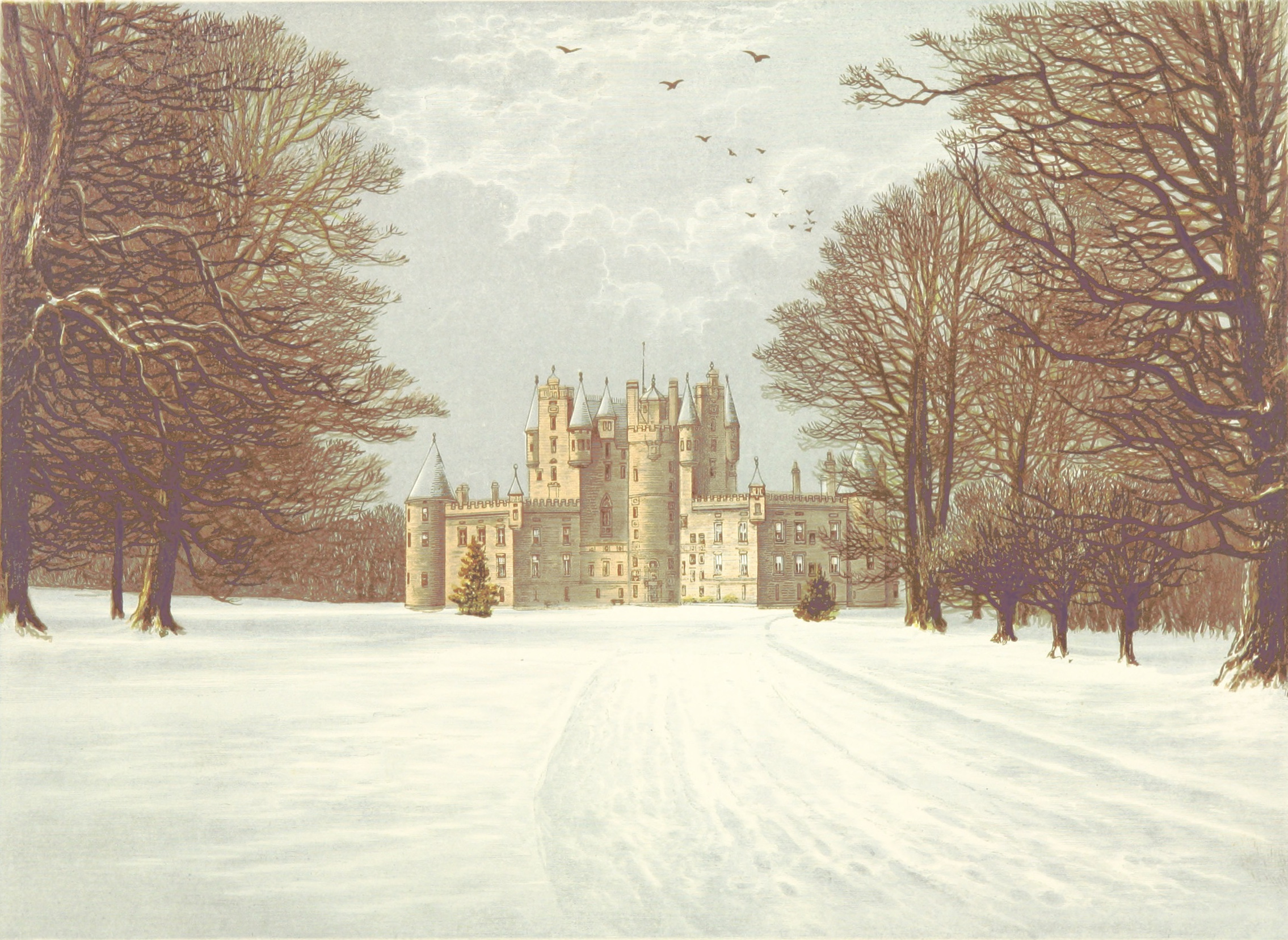
Il castello di Glamis nel 1880

La supposta vicenda ebbe notorietà in Gran Bretagna e negli Stati Uniti e se ne occupò anche Arthur Conan Doyle, tuttavia nessuna prova è stata mai fornita della sua esistenza ed è ritenuta una mera invenzione senza fondamento di realtà.

## Ascendenza
|                                                       |                   |                         | Genitori                                  |  |  | Nonni |  |  | Bisnonni                                      |  |  | Trisnonni                                         |  |
|                                                       |                   |                         |                                           |  |  |       |  |  | John Lyon, IV conte di Strathmore e Kinghorne |  |  | Patrick Lyon, III conte di Strathmore e Kinghorne |  |
|                                                       |                   |                         |                                           |  |  |       |  |  | John Lyon, IV conte di Strathmore e Kinghorne |  |  | Patrick Lyon, III conte di Strathmore e Kinghorne |  |
|                                                       |                   | Helen Middleton         |                                           |  |  |       |  |  | John Lyon, IV conte di Strathmore e Kinghorne |  |  |                                                   |  |
| Thomas Lyon, VIII conte di Strathmore e Kinghorne     |                   |                         |                                           |  |  |       |  |  | John Lyon, IV conte di Strathmore e Kinghorne |  |  |                                                   |  |
|                                                       |                   | lady Elizabeth Stanhope | Philip Stanhope, II conte di Chesterfield |  |  |       |  |  |                                               |  |  |                                                   |  |
|                                                       |                   | lady Elizabeth Stanhope | Philip Stanhope, II conte di Chesterfield |  |  |       |  |  |                                               |  |  |                                                   |  |
|                                                       |                   | lady Elizabeth Stanhope | lady Elizabeth Butler                     |  |  |       |  |  |                                               |  |  |                                                   |  |
| John Lyon-Bowes, IX conte di Strathmore e Kinghorne   |                   | lady Elizabeth Stanhope |                                           |  |  |       |  |  |                                               |  |  |                                                   |  |
|                                                       |                   | James Nicholson         | James Nicholson                           |  |  |       |  |  |                                               |  |  |                                                   |  |
|                                                       |                   | James Nicholson         | James Nicholson                           |  |  |       |  |  |                                               |  |  |                                                   |  |
|                                                       |                   | James Nicholson         | Jane Heslop                               |  |  |       |  |  |                                               |  |  |                                                   |  |
| Jean Nicholson                                        |                   | James Nicholson         |                                           |  |  |       |  |  |                                               |  |  |                                                   |  |
|                                                       |                   | Anne Allan              | …                                         |  |  |       |  |  |                                               |  |  |                                                   |  |
|                                                       |                   | Anne Allan              | …                                         |  |  |       |  |  |                                               |  |  |                                                   |  |
|                                                       |                   | Anne Allan              | …                                         |  |  |       |  |  |                                               |  |  |                                                   |  |
| Thomas Lyon-Bowes, XI conte di Strathmore e Kinghorne |                   | Anne Allan              |                                           |  |  |       |  |  |                                               |  |  |                                                   |  |
|                                                       | sir William Bowes | Thomas Bowes            |                                           |  |  |       |  |  |                                               |  |  |                                                   |  |
|                                                       | sir William Bowes | Thomas Bowes            |                                           |  |  |       |  |  |                                               |  |  |                                                   |  |
|                                                       | sir William Bowes | Anne Maxtone            |                                           |  |  |       |  |  |                                               |  |  |                                                   |  |
| sir George Bowes                                      | sir William Bowes |                         |                                           |  |  |       |  |  |                                               |  |  |                                                   |  |
|                                                       |                   | Elizabeth Blakiston     | sir Francis Blakiston                     |  |  |       |  |  |                                               |  |  |                                                   |  |
|                                                       |                   | Elizabeth Blakiston     | sir Francis Blakiston                     |  |  |       |  |  |                                               |  |  |                                                   |  |
|                                                       |                   | Elizabeth Blakiston     | Ann Bowes                                 |  |  |       |  |  |                                               |  |  |                                                   |  |
| Mary Eleanor Bowes                                    |                   | Elizabeth Blakiston     |                                           |  |  |       |  |  |                                               |  |  |                                                   |  |
|                                                       |                   | Edward Gilbert          | Thomas Gilbert                            |  |  |       |  |  |                                               |  |  |                                                   |  |
|                                                       |                   | Edward Gilbert          | Thomas Gilbert                            |  |  |       |  |  |                                               |  |  |                                                   |  |
|                                                       |                   | Edward Gilbert          | Sarah Townsend                            |  |  |       |  |  |                                               |  |  |                                                   |  |
| Mary Gilbert                                          |                   | Edward Gilbert          |                                           |  |  |       |  |  |                                               |  |  |                                                   |  |
|                                                       |                   | Mary Skinner            | Lancelot Skinner                          |  |  |       |  |  |                                               |  |  |                                                   |  |
|                                                       |                   | Mary Skinner            | Lancelot Skinner                          |  |  |       |  |  |                                               |  |  |                                                   |  |
|                                                       |                   | Mary Skinner            | Jane Parker                               |  |  |       |  |  |                                               |  |  |                                                   |  |
|                                                       |                   | Mary Skinner            |                                           |  |  |       |  |  |                                               |  |  |                                                   |  |